# Škoda Yeti
La Škoda Yeti è un'autovettura di tipo crossover SUV compatto di fascia media prodotto dalla casa automobilistica ceca Škoda Auto dal 2009 al 2017.

## Profilo

### Presentazione e debutto

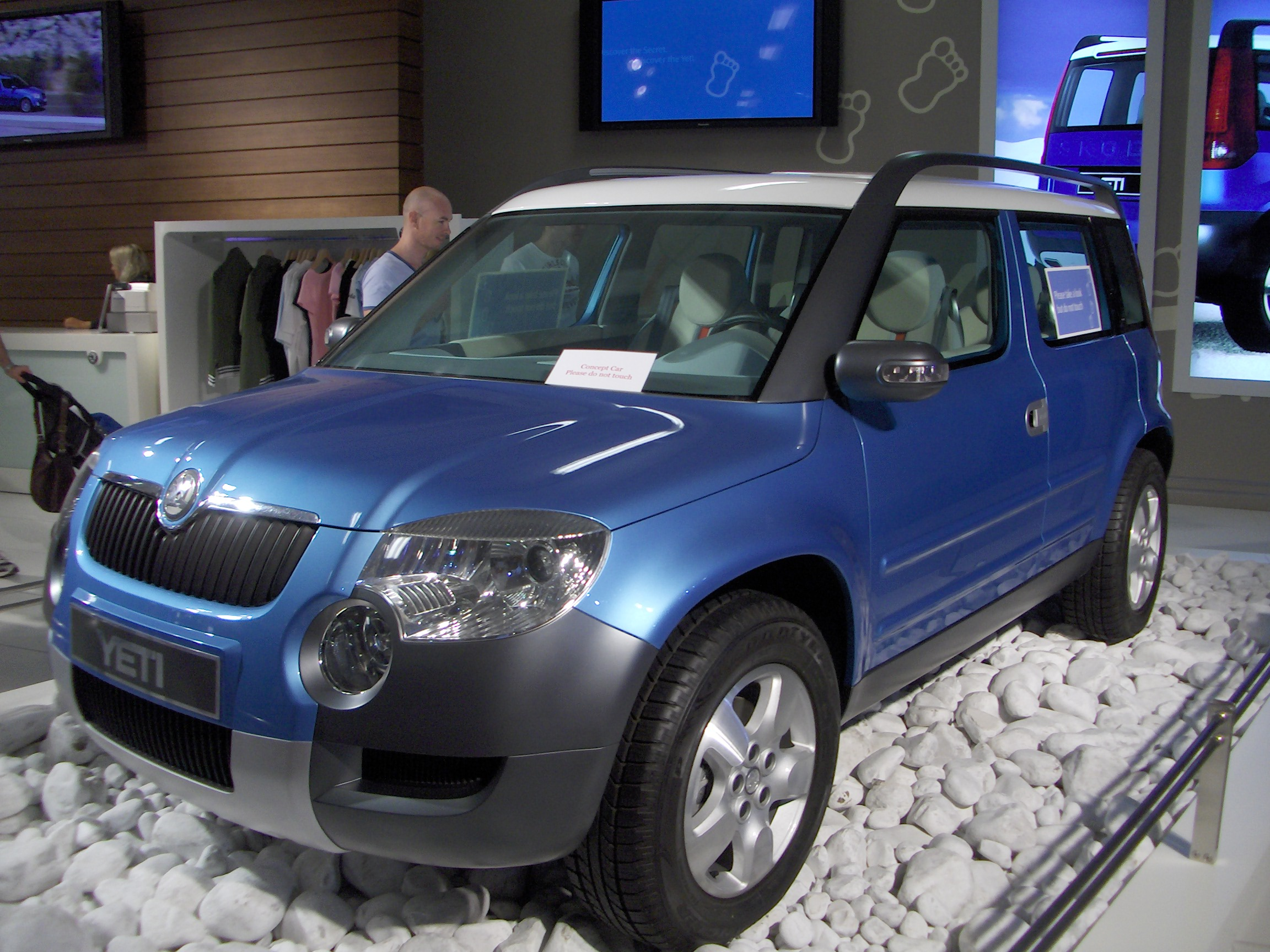
Prototipo di una Skoda Yeti nel 2005

Al Salone di Ginevra del 2005, la Škoda ha presentato una concept car di un SUV compatto che si chiamava Yeti. Sebbene lo studio sul prototipo della Yeti sia stato preso sul serio in vista della fattibilità di un futuro veicolo di serie, alcune delle soluzioni erano troppo complesse e in anticipo sui tempi e non sono state trasferite sul modello di produzione. Un'altra versione pick-up è stata presentata al Salone di Francoforte dello stesso anno come prototipo ma non avrà seguito commerciale. La versione di produzione è stata presentata ufficialmente al Salone di Ginevra del 2009 ed è stata lanciata sul mercato nel mese di agosto dello stesso anno. Ha ottenuto 5 stelle al crash test Euro NCAP.

### Tecnica, motori e design
La Yeti è disponibile con trazione anteriore o trazione integrale; il sistema di trazione viene ripreso dalla Škoda Octavia II in versione 4x4 in combinazione con una frizione Haldex.

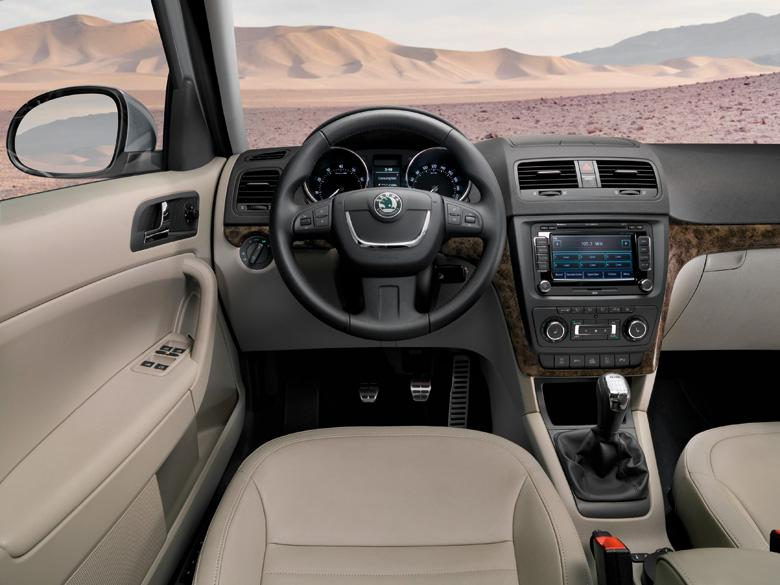
Abitacolo di una Yeti

Sono tre i motori a benzina tutti turbo: un 1.2, 1.4 e 1.8 litri (rispettivamente di 77 kW/105 CV, 90 kW/122 CV e 118 kW/160 CV). I motori diesel sono dalla stessa cilindrata di 2.0 litri ma di potenza differente (81 kW/110 CV, 103 kW/140 CV e 125 kW/170 CV). I motori a benzina da 1.2 litri e 1.4 litri sono disponibili solo a trazione anteriore. Per i motori a benzina da 1.2 litri, da 1.4 litri e da 1.8 litri e per il diesel 2.0 litri da 140 CV o 170 CV è disponibile come opzione un cambio automatico a doppia frizione DSG.
Una versione dal carattere più votato al risparmio dei consumi di carburante chiamata Greenline è disponibile con il diesel da 1.6 litri, con il sistema start-stop e con sistema per il recupero dell'energia in frenata. Inoltre, vengono utilizzati degli pneumatici a bassa resistenza al rotolamento con un diametro più piccolo della ruota in modo da ridurre la distanza dal suolo e quindi migliorare la resistenza aerodinamica.
Il design segue sostanzialmente gli ultimi modelli della casa ceca, prima fra tutti la Roomster. Esteticamente è avveniristica e originale con la sua linea squadrata e tesa, ma molto equilibrata anche nella sua compattezza. Grazie alla carrozzeria simile a una monovolume, l'abitacolo risulta versatile e funzionale e possiede un baule con capacità di 405 litri a divano in uso e fino a 1.760 litri con il divano abbattuto. L'interno è stilisticamente simile alla più grande Škoda Superb e i sedili posteriore sono stati ripresi dalla Roomster.

### Restyling 2013

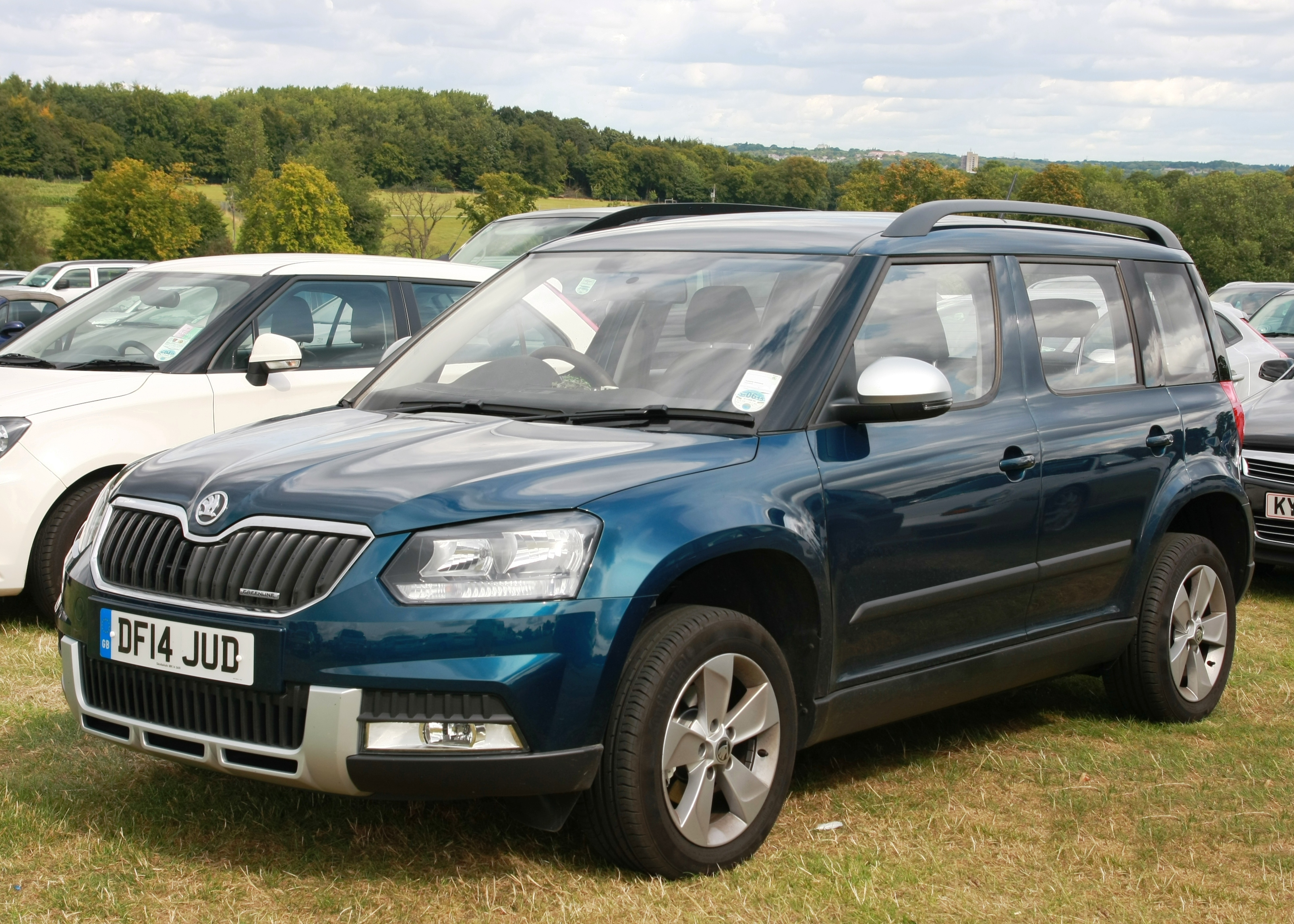
Škoda Yeti restyling 2013

Nel 2013 la Yeti è stata sottoposta a un aggiornamento nella carrozzeria e nella parte anteriore che l'ha resa in linea coi modelli più moderni della casa ceca. Inoltre, è disponibile dall'aggiornamento una variante anche senza i classici elementi tipici della SUV ceca, come le protezioni sulla carrozzeria, le modanature laterali in plastica e le protezioni per il sottoscocca.
La parte anteriore è stata rivista con uno stile più lineare e spigoloso dove predominano le linee tese; inoltre è stata introdotta una griglia frontale distintiva e fari ridisegnati dall'aspetto più squadrato. Un'altra nuova caratteristica sono i fari bi-xeno con luci diurne a LED integrati. I fari fendinebbia ora sono rettangolari e si trova sotto il paraurti anteriore.
Nel posteriore è presente una nuova forma del portellone con il nuovo logo e con le inedite luci posteriori dallo stile "C-Design" che comprende due elementi triangolari.
Ad aprile 2015, la gamma dei motori è stata adattata ai requisiti della normativa Euro 6. Il motore 1.8 litri benzina è stato sostituito da una nuova versione del modello 1.4 litri. Tutti i motori diesel ora utilizzano un sistema di iniezione di AdBlue nello scarico per ridurre l'inquinamento e i NOx (ossidi di azoto). Tutti i motori sono dotati da ora di serie del sistema start-stop e il motore diesel da 1.6 litri nella versione Greenline non viene più venduto.
L'autovettura esce di listino nel 2017, sostituita dalla Škoda Karoq.

## Motorizzazioni
| Modello            | Disponibilità | Motore  | Cilindrata (cm³) | Potenza         | Coppia max (Nm) | Emissioni CO2 (g/km) | 0–100 km/h (secondi) | Velocità max (km/h) | Consumo medio (km/l) |
| 1.2 TSI            | dal debutto   | Benzina | 1197             | 77 kW (105 CV)  | 175             | 159                  | 11,8                 | 175                 | 14,7                 |
| 1.4 TSI            | dal 2010      | Benzina | 1390             | 90 kW (122 CV)  | 200             | 159                  | 10,5                 | 185                 | 14,7                 |
| 1.8 TSI 4X4        | dal debutto   | Benzina | 1798             | 118 kW (160 CV) | 250             | 189                  | 8,4                  | 200                 | 12,5                 |
| 1.6 TDI Greenline  | dal 2010      | Diesel  | 1598             | 77 kW (105 CV)  | 250             | 119                  | 12,1                 | 176                 | 21,7                 |
| 2.0 TDI            | dal debutto   | Diesel  | 1968             | 81 kW (110 CV)  | 250             | 140                  | 11,6                 | 177                 | 18,5                 |
| 2.0 TDI 4X4        | dal debutto   | Diesel  | 1968             | 81 kW (110 CV)  | 250             | 159                  | 12,2                 | 174                 | 16,4                 |
| 2.0 TDI GreenTec   | dal 2011      | Diesel  | 1968             | 103 kW (140 CV) | 320             | 134                  | 9,9                  | 193                 | 19.6                 |
| 2.0 TDI 4X4/140 CV | dal debutto   | Diesel  | 1968             | 103 kW (140 CV) | 320             | 159                  | 9,9                  | 190                 | 16,4                 |
| 2.0 TDI 4X4/170 CV | dal debutto   | Diesel  | 1968             | 125 kW (170 CV) | 320             | 159                  | 8,4                  | 201                 | 16,4                 |